# EL. DORADO
EL. DORADO（エルドラド、初出時「EL・DO・RA・DO」）は、日本のヘヴィメタルバンド・聖飢魔IIの楽曲。
大教典「地獄より愛をこめて」、小教典『EL・DO・RA・DO』、極悪集大成盤『WORST』、本家極悪集大成盤『1999 BLACK LIST』、『悪魔 NATIVITY "SONGS OF THE SWORD"』と、スタジオ録音だけで5バージョンが存在する。

## 解説
この楽曲は、本来はデーモン小暮やエース清水、ルーク篁、ジード飯島が参加していたバンド「紫馬肥」時代の楽曲であり、聖飢魔IIの楽曲ではなかった。単に制作期間が理由で楽曲が足りなかったために収録することになったという。なお、実際の作曲者はデーモン小暮とルーク篁である。
上記のような経緯を持つ本曲ではあるが、ミサのハイライトを飾る定番となり、シングル化やコンピレーションに入るたびにリテイクされている。最終的には「THE ULTIMATE BLACK MASS」において14年間の最後を飾る曲として演奏された。

## 小教典『EL・DO・RA・DO』
聖飢魔IIの3枚目の小教典（シングル）。B.D.12年（1987年）3月21日に発布された。

### 収録曲
1. EL・DO・RA・DO
  - 作詞: デーモン小暮、作曲: デーモン小暮・紫馬肥、編曲: 聖飢魔II
2. BURNING BLOOD
  - 作詞: デーモン小暮・エース清水、作曲: エース清水、編曲: 聖飢魔II

## バージョン

### 地獄より愛をこめて
大教典『地獄より愛をこめて』収録時が世に出た最初のバージョン。キーはEm。ギターソロはエース清水。
- RAIDEN YUZAWA - Drums
- XENON ISHIKAWA - Bass Guitar
- JAIL OHHASHI - Guitar, Chorus
- ACE SHIMIZU - Guitar, Chorus
- DEMON KOGURE - Vocal, Chorus

- "NAZO NO BAKABON" TSUDA - Synthesizer, Piano

### EL・DO・RA・DO (小教典)
ルーク篁加入後に再録音された。後に歴代小教典大全「愛と虐殺の日々」に収録。キーはDm。ギターソロはエース清水。キーの変更以外、基本的なアレンジはオリジナルとほぼ同じ。
- RAIDEN YUZAWA - Drums
- ACE SHIMIZU - Guitar, Chorus
- LUKE TAKAMURA III - Guitar, Chorus
- XENON ISHIKAWA - Bass Guitar
- DEMON KOGURE - Vocal, Chorus
- SAKIKO MASANO - Chorus in "Burning Blood"
- "NAZO NO BAKABON" TSUDA - Synthesizer

### WORST
初のワースト盤（コンピレーション）である極悪集大成盤『WORST』収録の際に再録音。シンセサイザーがさらに大幅に加えられ、歌詞も一部変更された。また、Bメロ部分ではバッキングのギターが交互に掛け合いを入れたりなど、アレンジ面で大きく変更された。以降のバージョンはこのアレンジを基本としている。キーはCm。ギターソロは原作曲者ルーク篁。
- RAIDEN YUZAWA - Drums
- XENON ISHIKAWA - Bass Guitar
- SGT. LUKE TAKAMURA III - Guitar, Chorus
- ACE SHIMIZU - Guitar, Chorus
- DEMON KOGURE - Vocal

- YUICHI "CAPTAIN KIRIYAMA" MATSUZAKI  - Synthesizers

### 1999 BLACK LIST
解散直前に発布された本家極悪集大成盤『1999 BLACK LIST』にて再録音。曲名が「EL.DORADO」に変更された。このヴァージョンの冒頭の語りを除いたものが『聖飢魔II 入門教典 THE BEST OF THE WORST』に収録されている。キーはC♯m（実際はDm半音下げ）。ギターソロはルーク篁。
- DEMON KOGURE - Vocals, Dandori Senmu
- ACE SHIMIZU - Guitar, Chorus
- Sgt. LUKE TAKAMURA III - Guitar, Chorus
- XENON ISHIKAWA - Bass Guitar, Chorus
- RAIDEN YUZAWA - Drums, Chorus
- KAIJIN MATSUZAKISAMA  - Keyboards, Synthesizers, Programming, Chorus, Co-Produce

### 悪魔 NATIVITY "SONGS OF THE SWORD"
解散後に発布されたセルフカバーアルバム『悪魔 NATIVITY "SONGS OF THE SWORD"』にて再録音。曲名は「EL DORADO」。歌詞がほぼ全編英語となっている（サビの一部などスペイン語もある）。ギターソロはルーク篁。
- H.E.DEMON KAKKA - ボーカル
- H.H.RAIDEN YUZAWA - ドラムス
- S.G.LUKE TAKAMURA - ギター
- Dr.XENON ISHIKAWA - ベースギター
- E.M.JAIL O'HASHI - ギター
- KAIJIN MATSUZAKI SAMA - キーボード